# Le Roy (Illinois)
Le Roy és una població dels Estats Units a l'estat d'Illinois. Segons el cens del 2000 tenia 3.332 habitants.

## Demografia
Segons el cens del 2000, Le Roy tenia 3.332 habitants, 1.300 habitatges, i 920 famílies. La densitat de població era de 579,5 habitants/km².
Dels 1.300 habitatges en un 36,6% hi vivien nens de menys de 18 anys, en un 59,7% hi vivien parelles casades, en un 8,2% dones solteres, i en un 29,2% no eren unitats familiars. En el 25,6% dels habitatges hi vivien persones soles el 12,5% de les quals corresponia a persones de 65 anys o més que vivien soles. El nombre mitjà de persones vivint en cada habitatge era de 2,51 i el nombre mitjà de persones que vivien en cada família era de 3,03.
Per edats la població es repartia de la següent manera: un 27,2% tenia menys de 18 anys, un 6,4% entre 18 i 24, un 31,2% entre 25 i 44, un 19,7% de 45 a 60 i un 15,5% 65 anys o més.
L'edat mediana era de 36 anys. Per cada 100 dones de 18 o més anys hi havia 87 homes.
La renda mediana per habitatge era de 45.781 $ i la renda mediana per família de 53.986 $. Els homes tenien una renda mediana de 35.784 $ mentre que les dones 27.450 $. La renda per capita de la població era de 20.743 $. Aproximadament el 0,6% de les famílies i l'1,9% de la població estaven per davall del llindar de pobresa.

## Poblacions més properes
El següent diagrama mostra les poblacions més properes.